# Małoorliwka
Małoorliwka (ukr. Малоорлівка) – wieś na Ukrainie, w obwodzie donieckim, w faktycznie niefunkcjonującym rejonie gorłowskim, od 2014 pod kontrolą marionetkowej, zależnej od Rosji Donieckiej Republiki Ludowej. W 2001 liczyła 1227 mieszkańców.